# Котелевське газоконденсатне родовище
Котелевське газоконденсатне родовище — належить до Талалаївсько-Рибальського нафтогазоносного району Східного нафтогазоносного регіону України.

## Опис
Розташоване в Полтавській області на відстані 8 км від смт Котельва.
Знаходиться в центральній частині приосьової зони Дніпровсько-Донецької западини в межах Котелевсько-Березівського структурного валу.
Структура виявлена в 1957 р. і у відкладах нижнього карбону являє собою брахіантикліналь північно-західного простягання розмірами в межах ізогіпси — 4580 м 10,0х4,2 м, амплітуда 150 м.
Перший промисловий приплив газу отримано в 1976 р. з верхньосерпуховських відкладів з інт. 4608-4636 м.
Поклади нафти пластові, склепінчасті, тектонічно екрановані і літологічно обмежені. Колектори — пісковики.
Експлуатується з 1979 р. Початковий режим Покладів — газовий, далі — водонапірний. Запаси початкові видобувні категорій А+В+С1 — 34536 млн. м³ газу; конденсату — 7319 тис. т.